# Manuela de la Santa Cruz y Espejo
Manuela de la Santa Cruz Espejo y Aldaz (San Francisco de Quito, 20 de desembre de 1753 – Quito, 1829) fou una periodista, infermera, feminista i revolucionària equatoriana. Va ser germana d'Eugenio Espejo, amb qui va compartir el pensament il·lustrat i els ideals independentistes equatorians.

## Biografia
María Manuela Dominga de Espejo y Aldaz, nom que consta a la fe baptismal que reposa a l'església parroquial de El Sagrario, va néixer el 20 de desembre de 1753 a la ciutat de Quito, en aqull moment ciutat capital de la Reial Audiència homònima, essent part de l'Imperi Espanyol. Va ser la cinquena i última filla del matrimoni conformat per Luis Espejo (Chusig) i Catalina Aldaz, els qui li van proporcionar una severa educació enfocada especialment en la medicina i les ciències naturals, encara que no de manera formal a causa del limitat accés de la dona a les universitats en aquella època.
Va casar-se amb el consultor jurídic José Mejía Lequerica, 22 anys més jove que ella, a l'església de El Sagrario. Els padrins de l'enllaç van ser Juan de Dios Morales i la seva esposa, María Oleas. Encara que el matrimoni compartís una gran simpatia amb les causes independentistes i científiques, quan Mejía es va traslladar com a diputat a les Corts de Cadis va mantenir una relació amb la jove andalusa Gertrudis Sanalova y Benito, a qui va deixar com la seva hereva universal en morir. D'ençà aquell moment, Manuela viuria al costat de la família de Juan de Dios Morales.

### Vida pública
Manuela solia acompanyar el seu germà Eugenio en qualitat d'infermera durant les visites mèdiques que realitzava. Va treballar durant l'epidèmia de febre groga que va assolar la ciutat el 1785, i va cuidar del seu germà Juan Pablo quan aquest va emmalaltir el 1764. Manuela és considerada la precursora de la infermeria a l'actual territori equatorià. La seva formació es va reforçar gràcies al científic Lorenzo Heinster, que li va heretar vint-i-sis volums sobre temes mèdics.
Va col·laborar amb el diari Primicias de la Cultura de Quito sota el pseudònim de "Erophilia", des d'on defensava els seus germans perseguits per les autoritats espanyoles i publicava manifests per a un millor tracte cap a la dona i els més desafavorits. És per això que Manuela és considerada la primera dona periodista equatoriana i pionera dels moviments feministes i socials al país.
Com a membre del cercle independentista que es va crear al voltant del seu germà Eugenio, Manuela va participar-hi activament de les reunions i servia com a correu entre els conspiradors, de la mateixa manera va haver de defensar els seus germans quan van ser perseguits, pagant-los els advocats i acompanyant-los en els empresonaments.

### Commemoració
El municipi de Quito va crear en el seu nom un reconeixement per a dones destacades que aportin a la ciutat o al país amb una labor preponderant: el premi Manuela Espejo. Lenín Moreno, quan va exercir el càrrec de vicepresident de l'Equador, va fundar la Missió Solidària Manuela Espejo el 2009.